# Guy Côté
Pour l’article homonyme, voir Côté (homonymie).
Guy Côté (né le 30 décembre 1965) est un adjoint politique, spécialiste des communications et homme politique fédéral du Québec.

## Biographie
Né à Québec, il devint député du Bloc québécois dans la circonscription fédérale de Portneuf en 2004. Il fut défait par le candidat indépendant André Arthur dans Portneuf—Jacques-Cartier en 2006.
Durant son passage à la Chambre des communes, il fut porte-parole adjoint du Bloc en matière de Finances de 2004 à 2006.